# Craspediopsis
Craspediopsis is een geslacht van vlinders van de familie spanners (Geometridae), uit de onderfamilie Sterrhinae.

## Soorten
- C. acutaria Leech, 1897
- C. bimaculata Warren, 1895
- C. inaequata Warren, 1896
- C. necopina Prout, 1938
- C. pallivittata Moore, 1867
- C. persimilis Moore, 1888
- C. sinuosaria Leech, 1897